# Luxemburg (Iowa)
Pour les articles homonymes, voir Luxembourg (homonymie).
Luxemburg est une ville située dans le comté de Dubuque, dans l’État de l’Iowa, aux États-Unis. Sa population s’élevait à 240 habitants lors du recensement de 2010, estimée à 253 habitants en 2016.

## Source
- (en) Cet article est partiellement ou en totalité issu de l’article de Wikipédia en anglais intitulé « Luxemburg, Iowa » (voir la liste des auteurs).